# François Ille
François Ille est un homme politique français né le 2 avril 1743 à Audressein (Ariège) et mort le 1er juillet 1802 à Argein (Ariège).

## Biographie
Avocat, administrateur du département, il est suppléant aux états généraux, pour le tiers état de la vicomté de Couserans, mais n'est pas appelé à siéger. Il est député de l'Ariège de 1791 à 1792, siégeant dans la majorité.

## Sources
- « François Ille », dans Adolphe Robert et Gaston Cougny, Dictionnaire des parlementaires français, Edgar Bourloton, 1889-1891 [détail de l’édition]